# Околи
Околи су насељено место у општини Велика Лудина, у Мославини, Хрватска. До нове територијалне организације у саставу бивше велике општине Кутина.

## Становништво
На попису становништва 2011. године, Околи су имали 278 становника.

## Попис1991.
На попису становништва 1991. године, насељено место Околи је имало 361 становника, следећег националног састава:
| Попис 1991.‍ | Попис 1991.‍ | Попис 1991.‍ | Попис 1991.‍ | Попис 1991.‍ |
| ----------- | ----------- | ----------- | ----------- | ----------- |
|             |             |             |             |             |
| Хрвати      | Хрвати      |             | 347         | 96,12%      |
| Чеси        | Чеси        |             | 5           | 1,38%       |
| Југословени | Југословени |             | 3           | 0,83%       |
| Мађари      | Мађари      |             | 1           | 0,27%       |
| Срби        | Срби        |             | 1           | 0,27%       |
| непознато   | непознато   |             | 4           | 1,10%       |
| укупно: 361 |             |             |             |             |